# Salmannskirchen
Salmannskirchen ist ein Ortsteil der Gemeinde Bockhorn im Landkreis Erding in Oberbayern. Er ist nicht zu verwechseln mit Salmanskirchen im ebenfalls oberbayerischen Landkreis Mühldorf am Inn.

## Geografie
Das Kirchdorf liegt vier Kilometer südwestlich von Bockhorn. Die Strogen durchfließt den Ort.

## Geschichte
Um das Jahr 1000 wird Salmannskirchen erstmals erwähnt, als der Freisinger Bischof Gottschalk von Hagenau  mit dem Priester Uuillihalm Massenhausener Grundstücke gegen Boden in Loco Salamanneschiriha tauschte. In Urkunden aus den Jahren von 1138 bis 1158 wird ein Dietmar de Saluanskirchin, ein Mitglied einer einfachen Ortsadels-Familie, die lediglich ein Gut im Ort besaßen, erwähnt. Freisinger Quellen des 14. und 15. Jahrhunderts berichten von einem gotischen Kirchenneubau.
Die Gemeinde Salmannskirchen entstand 1818 mit dem bayerischen Gemeindeedikt. Sie umfasste neben Salmannskirchen die Orte Breitasch, Englpolding, Flanning, Gugging, Kinzlbach, Kirchasch, Kölling, Loh, Mauggen, Neukirchen, Papferding, Thal und Wiesthof. Am 1. Januar 1972 wurden die Gemeinden Bockhorn, Eschlbach, Grünbach und Salmannskirchen zur neuen Gemeinde Bockhorn zusammengelegt.

## Baudenkmäler

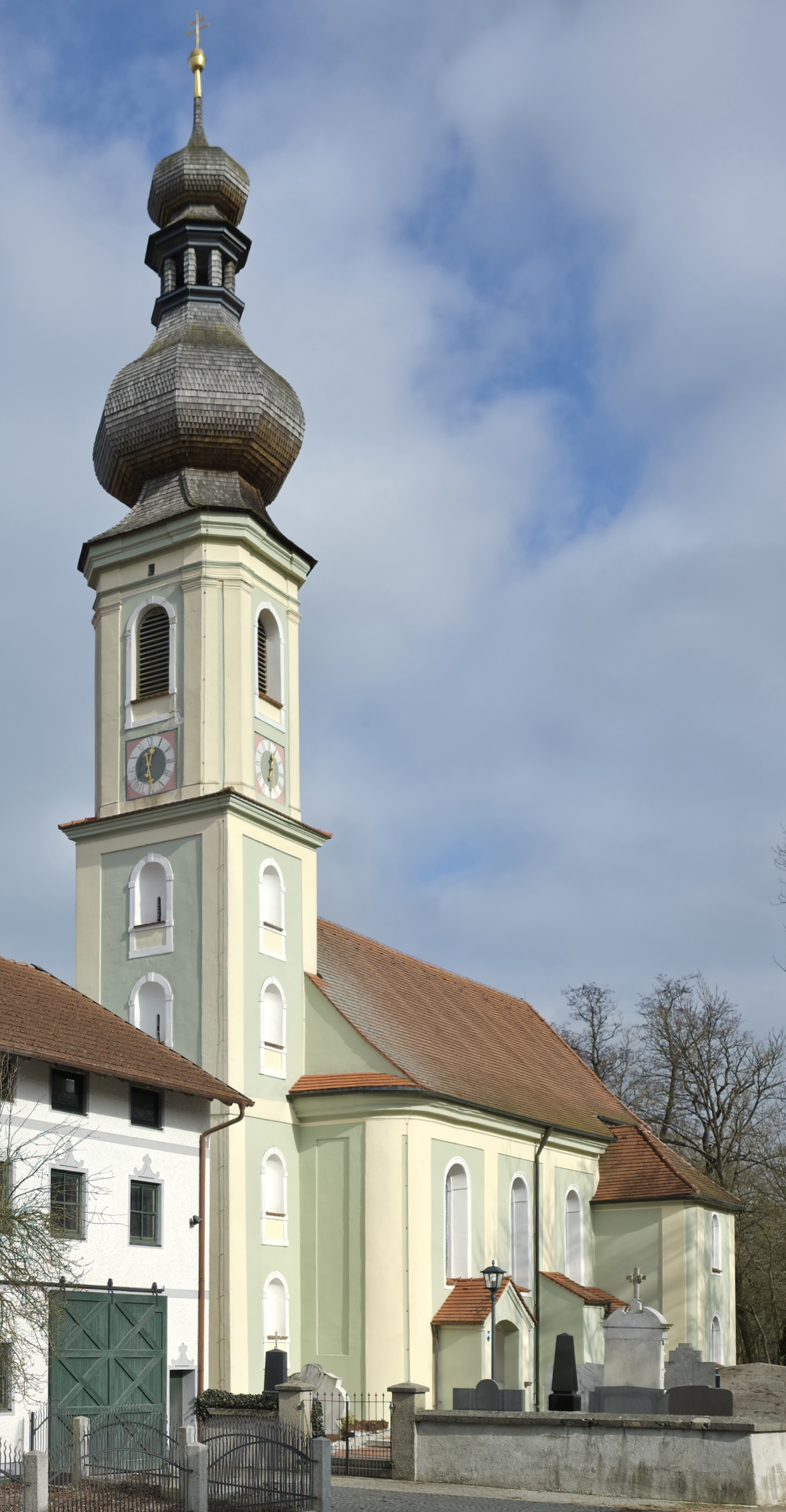
Filialkirche St. Oswald, Salmannskirchen

In der Liste der Baudenkmäler in Bockhorn ist die katholische Filialkirche St. Oswald eingetragen. Der Chor der Saalkirche ist im Kern spätgotisch. Die Kirche mit eingezogenem Chor und Spindelhelm wurde 1751/52 von Johann Baptist Lethner barock überarbeitet.

## Verkehr
Die Staatsstraße 2084 verläuft einen Kilometer südlich. Die Bundesstraße 388 verläuft etwa einen Kilometer westlich. Eine ÖPNV-Anbindung besteht mit den MVV-Buslinien 561 (tagsüber, Montag bis Freitag) und 562 (abends und am Wochenende).

## Persönlichkeiten
Johann Georg Liebl (1843–1901), Ökonom und Mühlenbesitzer, Abgeordneter der Zweiten Kammer des Bayerischen Landtags

Salmanskirchen, Gesamtansicht von Nordwest